# Tarucus theophrastus

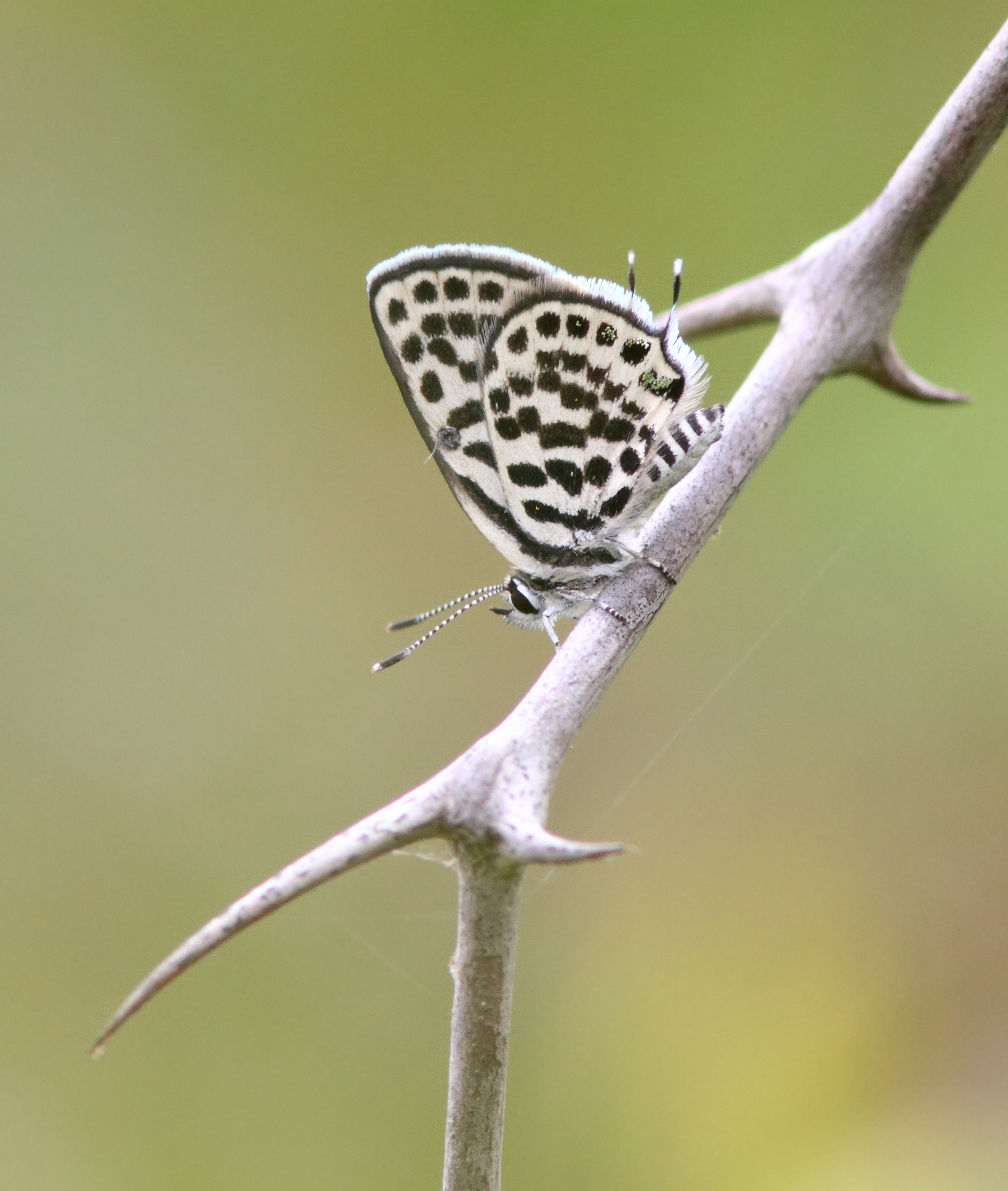
Tarucus theophrastus en el Cabo de Gata (España).

El laberinto africano (Tarucus theophrastus) es una especie de mariposa pequeña ampliamente distribuida en el Viejo Mundo. Con el objetivo de promover su conservación y la protección de su hábitat fue elegida Mariposa del año 2024 en España por la Asociación Zerynthia. Depende del azufaifo (Ziziphus lotus), que es su planta nutricia y que, a pesar de integrar un hábitat protegido por la Directiva Hábitats de la Unión Europea, ha visto cómo su superficie —los únicos enclaves continentales en Europa para la especie— ha ido reduciéndose con los años por culpa de la transformación agrícola o el avance urbano.
- Distribución: Mediterráneo, NO de África; Asia
- Hábitat: En zonas costeras de forma escasa, normalmente entre matorrales.
- Altitud: nivel del mar o en algunos valles.
- Observaciones: Las orugas se alimentan de Ziziphus lotus, Ziziphus jujuba, Paliurus spina-christi